# Manuel Morales Dávila
Manuel Alcides Morales Dávila (Potosí, Bolivia; 3 de octubre de 1926-La Paz, 5 de agosto de 2020) fue un abogado, catedrático, activista y político boliviano. Se desempeñó como diputado plurinominal de Bolivia por el Departamento de La Paz desde 2002 hasta 2006 y además de ser uno de los principales fundadores del partido político Frente Revolucionario de Izquierda (FRI).

## Biografía
Manuel Morales Dávila nació el año 1926 en la ciudad de Potosí. Su familia se trasladó a vivir a la ciudad de Cochabamba. Ahí, Manuel Morales comenzaría sus estudios escolares en 1932, saliendo bachiller del Colegio La Salle el año 1944. Continuó con sus estudios superiores ingresando a estudiar la carrera de derecho en la Universidad Mayor de San Simón (UMSS) graduándose como abogado de profesión el año 1952.
Trabajó en el ejercicio libre de la abogacía y luego sería fiscal de distrito de La Paz en el Ministerio Público de Bolivia. Fue tenaz opositor a los gobiernos militares, lo que trajo como consecuencia ser exiliado al exterior por el primer gobierno de Hugo Banzer Suárez durante la década de 1970. Durante su exilio en el extranjero, Manuel Morales Dávila trabajó como catedrático universitario en la Universidad San Martín de Porres en la ciudad de Lima en Perú desde 1976 hasta 1977.
Retornó a Bolivia en 1978, donde ingresó a trabajar como catedrático en la Universidad Mayor de San Andrés (UMSA) desde 1978 hasta 2001. Durante el gobierno de la presidenta Lidia Gueiler Tejada, el abogado Manuel Morales fue designado contralor general del estado y estuvo en el cargo desde 1979 hasta 1980. Durante su gestión, ejerció una fiscalización severa e intensa sobre las muchas irregularidades cometidas en el 
período militar que duró en Bolivia (1964-1982) Fue también asesor jurídico de la Federación de Fabriles, de la Asociación de Trabajadores Gráficos, de los Trabajadores de Luz y Fuerza y de muchos otros sindicatos. Cabe mencionar también, que el exministro Héctor Arce Zaconeta formó parte de su bufete de abogados.

## Vida política
Manuel Morales fue dirigente de pequeñas organizaciones de 
izquierda, como la Unión Democrática del Pueblo. Fue también uno de los principales personajes que participaron en la fundación del Frente Revolucionario de Izquierda (FRI).

### Elecciones Nacionales de 1978
Fue candidato a senador en las elecciones de 1978, pero no logró acceder al curul debido a la anulación de dichos comicios por el fraude cometido.
Junto a Antonio Peredo, Manuel Morales se alejó del FRI cuando Oscar Zamora Medinaceli decidió aliarse con el Movimiento Nacionalista Revolucionario (MNR) para las elecciones nacionales de 1979, donde esta vez, Manuel Morales decidió respaldar a la Unión Democrática Popular (UDP) de Hernán Siles Suazo.

### Juicio a la Capitalización
Manuel Morales abrió un juicio de responsabilidades contra el expresidente Gonzalo Sánchez de Lozada por la capitalización de las principales empresas del estado boliviano durante su primer gobierno.

### Elecciones Nacionales de 1997
En 1997, Manuel Morales fue candidato al cargo de diputado  en representación del partido Izquierda Unida (Bolivia) pero no tuvo éxito.

### Diputado Plurinominal de Bolivia (2002-2006)
Fue canditato nuevamente a diputado plurinominal por el Departamento de La Paz  en representación del Movimiento al Socialismo y esta vez logró ganar, accediendo al curul parlamentario el 6 de agosto de 2002 a sus 76 años de edad, convirtiéndose a la vez en uno de los diputados más longevos del congreso de aquella época junto a Alfonso Cabrera Cabrera y Antonio Peredo.
Durante este lapso de tiempo, Manuel Morales Dávila fue uno de los hombres más cercanos a Evo Morales Ayma.

### Elecciones subnacionales de 2005
El año 2005, el Movimiento al Socialismo lo postuló para prefecto del Departamento de La Paz pero salió en segundo lugar al obtener el apoyo del 31,3 % de la votación total a nivel departamental.
Cabe mencionar que sus hijos llegaron a ocupar por cortos meses algunos cargos dentro del Gobierno de Evo Morales, entre ellos Marcia Morales Olivera quien estuvo a cargo de la dirección de la Aduana Nacional desde 2006 hasta 2007, también su otro hijo Manuel Morales Olivera que ocupó la presidencia interina de Yacimientos Petrolíferos Fiscales Bolivianos (YPFB) en el año 2007 y finalmente su hija Ana Teresa Morales Olivera quien fue la Ministra de Desarrollo Productivo y Economía Plural de Bolivia desde el año 2011 hasta 2015 durante el segundo gobierno del presidente Evo Morales Ayma, así como también fue viceministra de Desarrollo Rural en 2009.
El año 2017, el Tribunal Supremo de Justicia realizó un reconocimiento a la labor profesional del abogado potosino  Manuel Morales Dávila de 91 años de edad. Junto a él, se reconoció también al economista Pablo Ramos Sánchez de 80 años.

### Fallecimiento
Manuel Morales falleció de causas naturales el 5 de agosto de 2020 en la ciudad de La Paz a sus 93 años de edad.